# Демократический конфедерализм
Демократический конфедерализм — либертарно-социалистическая политическая система, разработанная пленённым лидером Рабочей партии Курдистана Абдуллой Оджаланом на основе идей американского леворадикального социолога Мюррея Букчина (включая коммунализм и либертарный муниципализм), лежащих на пересечении анархизма, марксизма и социальной экологии. 
Абдулла Оджалан описывает демократический конфедерализм как «открытый для других политических групп и фракций» и «гибкий, мультикультурный, антимонополистический и ориентированный на консенсус». Идеология демократического конфедерализма принята рядом курдских политических движений в ряде стран как альтернатива созданию национального государства. В частности, её пытаются реализовать в системе TEV-DEM в Рожаве (Демократическая Федерация Северной Сирии).